# Loriot (motorfiets)
Loriot was een klein Franse motorfietsmerk (1927-1930), dat voornamelijk JAP-motoren en Bredier & Charon-versnellingsbakken gebruikte.
Loriot bouwde 346- en 490 cc zij- en kopklepmodellen, deels met asaandrijving.